# Anania antigastridia
Anania antigastridia is een vlinder van de familie van de grasmotten (Crambidae). De wetenschappelijke naam van deze soort is voor het eerst voorgesteld als Pionea antigastridia door George Francis Hampson in een publicatie uit 1899.
De soort komt voor in Mexico.